# Buck Angel
Buck Angel (Los Ángeles, California; 5 de junio de 1962) es un actor pornográfico transexual retirado estadounidense, así como director y guionista de la industria pornográfica, empresario fundador de la compañía Buck Angel Entertainment, orador motivacional y activista de los derechos LGBT, especialmente de las personas transexuales, lo que trabaja desde la fundación Woodhull Freedom Foundation.

## Biografía
Nació en Los Ángeles con sexo femenino. A medida que sus características sexuales masculinas se iban haciendo más evidentes, su desarrollo y vida tanto en el hogar familiar como en la escuela se volvieron cada vez más tensa, sufriendo bullying por su aspecto físico al vestir como un niño, cuando el mundo, a su alrededor, le seguía considerando una chica. Esto minó la estabilidad mental de Angel, quien se volvió más aislado y tímido, lo que le dificultaba comunicarse con los demás. Para hacer frente a su angustia, recurrió al alcohol y la marihuana como un medio de escape.
Después de un gesto suicida en la escuela secundaria, sus padres lo enviaron a terapia. Pensaban que necesitaba ayuda porque afirmaba haber alcanzado un punto de «desconexión total» de la sociedad. Esto no fue bien recibido por su familia y, según Angel, «me iban a poner en una institución mental». Sin darse cuenta de la existencia de tratamientos para la disforia de género, como la terapia de sustitución hormonal, vivió durante años como mujer, tiempo durante el cual abusó de las drogas y el alcohol. Aunque estaba empleado como modelo profesional femenino, en general no estaba satisfecho con su identidad y existencia, y «no amaba la vida». Se puso a correr como un medio de aislamiento y fuente de validación.
Finalmente conoció a un terapeuta que afirmó su género en lugar de verlo como una «mujer gay». Comenzó a investigar varios métodos de transición médica y comenzó este proceso a los 28 años. Angel y su terapeuta se pusieron en contacto con un médico especialista en hormonas que trabajaba principalmente con personas transgénero mujeres, en oposición a hombres transgénero. Esto se debió a que Buck Angel fue uno de los primeros hombres trans al que se le permitió la transición hormonal, debido a que había datos limitados sobre casos anteriores como el suyo. Fue, como su médico declaró, «un conejillo de indias», donde la experimentación fue el principal curso de acción para ayudarlo. Pero estaba dispuesto a superar estos desafíos porque, si esto no pudiera ser una solución a su disforia, se habría suicidado. A partir de entonces, su médico comenzó a recetarle dosis de prueba de testosterona durante un período de seis meses hasta que se solidificó un valor para satisfacer sus necesidades. Finalmente, estaba tomando dosis de 1 cc. de testosterona cada 10 días.
Después, comenzó a enfocarse en su apariencia física y buscó un cirujano que se ocupara de las modificaciones de la parte superior del cuerpo para extirpar sus senos. La cirugía de fondo era otro aspecto que estaba buscando cambiar, porque quería obtener un pene físico que se ajustara al esquema masculino. Sin embargo, rápidamente se dio cuenta de que no había tecnología suficiente en el momento para crear lo que deseaba. Eligió no someterse a una cirugía genital y actualmente considera que su transición médica está completa. Comenzó a producir y protagonizar su propia línea de películas para adultos bajo la impresión de Buck Angel Entertainment. En este momento se identificó y se presentó como hombre.
En 2005, apareció en el lanzamiento de Titan Media Cirque Noir, convirtiéndose en el primer hombre transgénero en aparecer en una película para hombres producida por una compañía especializada en porno gay masculino.
En 2007, Angel se convirtió en el primer y único transgénero en ganar el Premio AVN al Artista transexual del año. Ese mismo año actuó en Allanah Starr's Big Boob Adventures (dirigida por la mujer transgénero Gia Darling), que presentó la primera escena de sexo filmada entre una mujer trans (Allanah Starr) y un hombre trans. Su actuación fue nominada en los Premios AVN a la Mejor escena escandalosa de sexo.
En 2008 apareció en el documental Naked, una cinta sobre la industria del cine para adultos, dirigida por Ed Powers, y en la que aparece en una escena de sexo con la estrella porno Wolf Hudson.
El contenido pornográfico de Angel fue uno de los bloques de construcción que sentaron las bases para sus futuras demostraciones educativas. Amplió la percepción de la industria, junto con la de sus espectadores, sobre la sexualidad y el género al popularizar la pornografía masculina trans. No estaba al tanto de los efectos positivos que tuvo en la comunidad hasta después de unos años en su trabajo. Con el paso del tiempo, su trabajo en el porno se convirtió en defensa. Sin embargo, la conversión de pornografía en una forma educativa fue una tarea difícil debido al estigma detrás del contenido sexual. La identidad de la estrella porno de Angel le hizo difícil expresar sus ideas, ya que no podía hablar en su nombre y que la industria tampoco sabía qué hacer con él. Además, la hostilidad de la comunidad trans no contribuyó positivamente a su imagen, ya que creían que los estaba fetichizando.
Con el tiempo, tuvo la oportunidad de ser orador invitado en el foro canadiense de Ideacity en 2010, donde habló sobre sus cambios físicos y su adaptación emocional e ilustró cómo la construcción social de la masculinidad era estricta e inquebrantable.
En 2012, comenzó a pasar de la industria del porno a la educación sexual y recorrió varios estados y países hablando sobre la sexualidad humana. Él acuñó el eslogan «no es lo que está entre tus piernas lo que te define» y su presentación «Bucking the System» redefinía las nociones tradicionales de género al educar a su audiencia sobre la fluidez de género y las políticas de identidad. También llevó a cabo giras para hacer sesiones de preguntas y respuestas sobre su documental, Sexing the Transman y la película autobiográfica Mr. Angel. Ha hecho apariciones en universidades como en Yale, hablando en su Sex Week.
En 2012, creó un sitio web de citas para hombres trans llamado BuckAngelDating.com, porque «todavía no había un sitio especial de citas que atienda las necesidades únicas de los hombres trans».
Angel creó «Trantastic Storytelling» en 2015, un servicio que ofrece oportunidades para que las personas trans compartan sus experiencias de vida con fines educativos. En 2016, Angel se asoció con Perfect Fit Brand para crear un juguete sexual específicamente para las personas trans FTM. El producto está destinado a reducir la disforia de género y ayudar a los hombres trans a conectarse con sus cuerpos y su sexualidad.
En 2017 regresaba a los Premios AVN con un segundo galardón, esta vez por la Mejor escena de sexo transexual, junto a la actriz italiana Valentina Nappi, por Girl/Boy 2
En 2025 fue incluido en el Salón de la fama de AVN.

## Premios y nominaciones
| Año  | Ceremonia       | Resultado | Premio                           | Trabajo                             |
| ---- | --------------- | --------- | -------------------------------- | ----------------------------------- |
| 2007 | Premios AVN     | Ganador   | Artista transexual del año       | —                                   |
| 2007 | Premios AVN     | Nominado  | Mejor escena escandalosa de sexo | Allanah Starr's Big Boob Adventures |
| 2007 | Premios AVN     | Nominado  | Mejor escena escandalosa de sexo | Buck Off                            |
| 2008 | Premios AVN     | Nominado  | Artista transexual del año       | —                                   |
| 2008 | Premios XBIZ    | Nominado  | Artista gay del año              | —                                   |
| 2009 | Premios AVN     | Nominado  | Artista transexual del año       | —                                   |
| 2009 | Premios AVN     | Nominado  | Mejor escena escandalosa de sexo | Even More Bang for Your Buck 2      |
| 2010 | Premios AVN     | Nominado  | Artista transexual del año       | —                                   |
| 2010 | Premios XBIZ    | Nominado  | Artista transexual del año       | —                                   |
| 2012 | Tranny Awards   | Ganador   | Mejor artista FTM                | —                                   |
| 2013 | Premios AVN     | Nominado  | Mejor escena de sexo transexual  | Sexing the Transman XXX 2           |
| 2013 | Tranny Awards   | Nominado  | Mejor artista FTM                | —                                   |
| 2014 | Premios AVN     | Nominado  | Artista transexual del año       | —                                   |
| 2014 | Premios AVN     | Nominado  | Estrella mainstream del año      | —                                   |
| 2016 | Premios AVN     | Nominado  | Premio fan: Estrella mediática   | —                                   |
| 2016 | Premios XBIZ    | Nominado  | Estrella Crossover del año       | —                                   |
| 2016 | Tranny Awards   | Nominado  | Mejor artista FTM                | —                                   |
| 2016 | Tranny Awards   | Nominado  | Mejor personalidad de Internet   | —                                   |
| 2017 | Premios AVN     | Ganador   | Mejor escena de sexo transexual  | Girl/Boy 2                          |
| 2017 | Tranny Awards   | Nominado  | Mejor personalidad de Internet   | —                                   |
| 2017 | Tranny Awards   | Nominado  | Mejor modelo transexual hombre   | —                                   |
| 2017 | Tranny Awards   | Nominado  | Mejor escena de sexo transexual  | Girl/Boy 2                          |
| 2018 | Premios AVN     | Nominado  | Estrella mainstream del año      | —                                   |
| 2018 | Premios AVN     | Nominado  | Mejor escena de sexo transexual  | Buck Angel Superstar                |
| 2018 | Premios XBIZ    | Nominado  | Estrella Crossover del año       | —                                   |
| 2018 | Premios AltPorn | Nominado  | Artista masculino del año        | —                                   |
| 2018 | GAYVN           | Nominado  | Mejor escena de sexo fetichista  | Culture Shock                       |
| 2018 | Tranny Awards   | Nominado  | Mejor artista FTM                | —                                   |
| 2018 | Tranny Awards   | Nominado  | Mejor escena de sexo transexual  | Buck Angel Superstar                |